# Analyze That
Analyze That er en amerikansk gangsterkomediefilm fra 2002 instrueret og skrevet af Harold Ramis, der også instruerede og skrev den første film, Analyze This. Rollelisten inkluderer Robert De Niro, Billy Crystal og Lisa Kudrow.

## Medvirkende
- Robert De Niro
- Billy Crystal
- Joe Viterelli
- Lisa Kudrow
- Cathy Moriarty-Gentile
- Frank Gio
- Reg Rogers
- Kyle Sabihy
- Anthony LaPaglia
- Pat Cooper
- John Finn

## Ekstern henvisning
- Analyze That på Internet Movie Database (engelsk)
- Analyze That på Filmdatabasen
- Analyze That på Scope
- Analyze That i Svensk Filmdatabas (svensk)
- Analyze That på AlloCiné (fransk)
- Analyze That på MovieMeter (nederlandsk)
- Analyze That på AllMovie (engelsk)
- Analyze That hos American Film Institute (engelsk)
- Analyze Thats profil hos Encyclopædia Britannica Online (engelsk)
- Analyze That på Turner Classic Movies (engelsk)

1. ↑  Navnet er anført på engelsk og stammer fra Wikidata hvor navnet endnu ikke findes på dansk.